# Giuseppe Persiani
Giuseppe Persiani   (Recanati, 11 de setembre de 1799 - París i Tèrmes, 13 d'agost de 1869) fou un compositor especialitzat en l'òpera.
Estudià en el Col·legi Reial de Nàpols, i als vint-i-un anys estrenà una òpera bufa titulada Piglia il mondo como viene, que fou seguida de L'inimico generoso i d'Attila, l'any 1830 es casà amb la soprano Fanny Tacchinardi Persiani.
El 1838 fou cridat a Espanya, on hi va romandre alguns anys, i, finalment, fixà la seva residència a París.
A més de les òperes citades va compondre les següents:
- Danao re d'Argo: (1827)
- Gaston de Foix: (1828)
- Costantino in Arles: (1829)
- Eufemio di Messina: (1829)
- Il solitario: (1829)
- I saraceni in Catania: (1832)
- Inés de Castro: la seva millor obra (Nàpols, 1835)
- L'orfana savoiarda: (Madrid, 1846)
- Il fantasma.